# Bouli Lanners
Philippe "Bouli" Lanners (Moresnet-Chapelle, 20 de maio de 1965) é um ator, roteirista, produtor e  diretor belga-francês.

## Filmografia
Lista de filmes que Lanners atuou como ator e como diretor:

### Ator

#### Longas metragens
Década de 1990:
- 1990 : Toto le héros de Jaco Van Dormael : Gangster;
- 1997 : Arlette de Claude Zidi : Emile;
- 1999 : Les convoyeurs attendent de Benoît Mariage : Coach;
- 1999 : Nello et le chien des Flandres de Kevin Brodie : Constable;

Década de 2000:
- 2000 : Lumumba de Raoul Peck : un gardien de prison;
- 2000 : Petites misères de Philippe Boon et Laurent Brandenbourger : Eddy;
- 2000 : Faites comme si je n'étais pas là d'Olivier Jahan : le docteur;
- 2001 : Pauline et Paulette de Lieven Debrauwer : Chauffeur de taxi;
- 2003 : Des plumes dans la tête de Thomas de Thier : Sergio;
- 2003 : En territoire indien de Lionel Epp : le gendarme;
- 2003 : L'Autre de Benoît Mariage : le directeur de l'institution;
- 2004 : Madame Édouard de Nadine Monfils : Gégé;
- 2004 : Atomik Circus de Didier Poiraud et Thierry Poiraud : Chip;
- 2004 : Un long dimanche de fiançailles de Jean-Pierre Jeunet : Chardolot;
- 2004 : Aaltra de Gustave Kervern et Benoît Delépine : le chanteur;
- 2004 : Quand la mer monte... de Yolande Moreau et Gilles Porte : le patron du marché;
- 2005 : Cinéastes à tout prix de Frédéric Sojcher;
- 2005 : Bunker Paradise de Stefan Liberski : David d'Ermont de Viard;
- 2006 : Enfermés dehors de Albert Dupontel : Youssouf;
- 2006 : Avida de Gustave Kervern et Benoît Delépine : le collectionneur;
- 2006 : Où est la main de l'homme sans tête de Guillaume et Stéphane Malandrin : Mathias;
- 2007 : Cowboy de Benoît Mariage : Debaest;
- 2007 : Astérix aux Jeux Olympiques de Frédéric Forestier et Thomas Langmann : Samagas;
- 2008 : J'ai toujours rêvé d'être un gangster de Samuel Benchetrit : Léon;
- 2008 : Eldorado de lui-même : Yvan;
- 2008 : Louise-Michel de Gustave de Kervern et Benoît Delépine : Michel Pinchon;
- 2009 : Panique au village de Stéphane Aubier et Vincent Patar : Simon, Facteur (voix);
- 2009 : Rien de personnel de Mathias Gokalp : Pierrick Barbieri;
- 2009 : Le Vilain d'Albert Dupontel : Nick Korazy;

Década de 2010:
- 2010 : Chicas de Yasmina Reza : Maurice;
- 2010 : Blanc comme neige de Christophe Blanc : Simon;
- 2010 : Mammuth de Gustave Kervern et Benoît Delépine : le recruteur;
- 2010 : Kill Me Please de Olias Barco : Vidal;
- 2010 : Sans queue ni tête de Jeanne Labrune : Xavier Demestre;
- 2011 : Rien à déclarer de Dany Boon : Bruno Vanuxem;
- 2011 : Des vents contraires de Jalil Lespert : M. Bréhel;
- 2012 : De rouille et d'os de Jacques Audiard : Martial;
- 2012 : Le Grand Soir de Gustave Kervern et Benoît Delépine : le vigile;
- 2012 : Astérix et Obélix : Au service de sa Majesté de Laurent Tirard : Grossebaf;
- 2013 : 11.6 de Philippe Godeau : Arnaud;
- 2013 : La Grande Boucle de Laurent Tuel : Rémi;
- 2013 : La Confrérie des larmes de Jean-Baptiste Andrea : le Hibou;
- 2013 : 9 mois ferme d'Albert Dupontel : policier vidéosurveillance;
- 2013 : Lulu femme nue de Sólveig Anspach : Charles Castanaud;
- 2014 : Les vacances du Petit Nicolas de Laurent Tirard : M. Bernique;
- 2014 : Tous les chats sont gris de Savina Dellicour : Paul;
- 2015 : Je suis mort mais j’ai des amis de Guillaume et Stéphane Malandrin : Yvon;
- 2015 : Les Premiers, les Derniers de Bouli Lanners : Gilou;
- 2016 : Grave de Julia Ducournau : le routier;
- 2016 : Réparer les vivants de Katell Quillévéré : Docteur Pierre Révol;
- 2017 : Petit Paysan d'Hubert Charuel : Jamy;
- 2017 : Tueurs de François Troukens et Jean-François Hensgens : Danny;
- 2018 : Chien de Samuel Benchetrit : Max;
- 2018 : C'est ça l'amour de Claire Burger : Mario;
- 2018 : Troisièmes noces de David Lambert : Martin, e;
- 2019 : Convoi exceptionnel de Bertrand Blier : le patron du café.

#### Curtas metragens
Década de 1990:
- 1991 : Pic Pic André (et leurs amis) de Stéphane Aubier et Vincent Patar;
- 1994 : Quelque chose de Jean-Paul De Zaeytijd;
- 1994 : Urinoir dogs de Willem Wallyn;
- 1995 : Au bord de l'autoroute d'Olivier Jahan;
- 1995 : Eau douce de Marie Vermillard;
- 1995 : La Vie intérieure d'Eddy Luyckx;
- 1996 : La Boucherie Voelkaertz de Jo Piron;
- 1997 : Huit clos à Zaventem de Billy Bellanou;
- 1997 : Le Signaleur de Benoît Mariage;
- 1997 : Autre chose de Jean-Paul de Zaeytijd;
- 1997 : La Conquête du Pôle Sud de Patric Jean et Manfred Karge;
- 1997 : La Dinde de Sam Garbarski;

Década de 2000:
- 2000 : Le Centre du monde de Vivian Goffette;
- 2003 : Joséphine de Joël Vanhoebrouck, e;
- 2015 : La Part de l'ombre d'Olivier Smolders.

#### Telefilmes
- 1995 : La Veuve de l'architecte de Philippe Monnier (téléfilm) : Serge;
- 1996 : L'huile sur le feu de Jean-Daniel Verhaeghe (téléfilm);
- 1997 : Les Steenfort, maîtres de l'orge de Jean-Daniel Verhaeghe (téléfilm);
- 1997 : Le Pantalon d'Yves Boisset (téléfilm) : Sgt. Fourrier;
- 1998 : Tatort (série télévisée, 1 épisode);
- 1998 : Maigret (1 épisode);
- 1998 : Il n'y a pas d'amour sans histoires de Jérôme Foulon (téléfilm) : Le chauffeur routier;
- 2000 : Leopold de Joël Séria (téléfilm) : Bart, e;
- 2004 : Twin Fliks de Stefan Liberski (téléfilm) : Bernard Graffé.

#### Participações
- Snuls;
- Les Carnets de Monsieur Manatane;
- Groland;
- Jaadtoly;

- Voix dans;
- Il est une des voix récurrentes des épisodes de Panique au village de Stéphane Aubier et Vincent Patar. Les voix de Simon, le facteur, les vaches, etc, e;
- Avril et le Monde truqué de Franck Ekinci et Christian Desmares : la voix de Gaspard Pizoni.

### Direção

#### Curtas metragens
- 1995 : Les Sœurs Vanhoof;
- 1996 : Non Wallonie ta culture n'est pas morte;
- 1999 : Travellinckx;
- 2001 : Le Festival de Kanne de Belgique;
- 2001 : Welcome in new Belgique, e;
- 2001 : Muno.

#### Longs métrages
- 2004 : Ultranova;
- 2008 : Eldorado;
- 2011 : Les Géants, e;[4]
- 2015 : Les Premiers, les Derniers.